# Лоренцови трансформации
Лоренцови трансформации във физиката представляват координатни трансформации между две координатни системи, които се движат с постоянна скорост една спрямо друга.
Отправните системи могат да се разделят в две групи: инерционни (относително движение с постоянна скорост) и неинерционни (ускоряващи по криви пътища, ротационно движение с постоянна ъглова скорост). Понятието „Лоренцови трансформации“ се отнася само за трансформации между инерционни отправни системи, обикновено в контекста на специалната теория на относителността.
Във всяка отправна система наблюдател може да използва локална координатна система (най-често декартова), за да измерва разстояние, и часовник за да измерва времевите интервали. Наблюдател е истински или въображаем обект, който може да прави измервания (например човек). Събитие е нещо, което се случва в точка от пространството в даден момент или по-точно точка в пространство-времето. Трансформациите свързват пространствените и времевите координати на дадено събитие, измерено от наблюдател във всяка отправна система.
Те заместват Галилеевите трансформации от класическата механика, които допускат абсолютно пространство и време. Галилеевите трансформации са добро приближение само при относителни скорости, които са много по-малки от скоростта на светлината. Лоренцовите трансформации имат брой неинтуитивни особености, които не присъстват в Галилеевите трансформации. Например, те отчитат факта, че наблюдателите, движещи се с различни скорости, могат да измерят различни разстояния, изтекли времена и дори различна подредба на събитията, но в същото време скоростта на светлината остава инвариантна във всички инерционни отправни системи. Постоянството на скоростта на светлината е един от постулатите на специалната теория на относителността.
В исторически план, трансформациите са резултат от опитите на холандския физик Хендрик Лоренц (чието име носят) и други да обяснят как скоростта на светлината се е наблюдавала да е независима от отправната система и за да се разберат симетриите на законите на електромагнетизма. Лоренцовите трансформации са в съответствие на специалната относителност, но са изведени преди нея.
Лоренцовите трансформации са линейни. Могат да включват ротация на пространството. В пространството на Минковски, математическия модел на пространство-времето в специалната относителност, трансформациите на Лоренц запазват пространство-времевия интервал между кои да е две събития. Това свойство е определящо за Лоренцовите трансформации. Те описват само трансформациите, при които първоначалното събитие в ппространство-времето е фиксирано. Могат да бъдат разглеждани като хиперболична ротация на пространството на Минковски. По-общ набор от трансформации, който включва и транслации, е групата на Поанкаре.

## История
Много физици дискутират физиката, скрита зад тези уравнения след 1887 г. В началото на 1889 г. Оливър Хевисайд показва от уравненията на Максуел, че електричното поле, заобикалящо сферичен заряд, следва да спре да има сферична симетрия, веднъж щом зарядът се намира в движение спрямо етера. След това Джордж Фицджералд предполага, че деформацията на Хевисайд може да бъде приложена в теория за междумолекулни сили. Няколко месеца след това Фицджералд публикува предположението, че телата в движение се свиват, за да обясни загадъчния изход на експеримента на Майкелсън и Морли от 1887 г. През 1892 г. Лоренц независимо представя същата идея по по-подробен начин, която впоследствие бива наречена Лоренцово съкращение. Това обяснение става широко известно преди 1905 г.
Лоренц и Джоузеф Лармор, които вярват в хипотезата за етера, също търсят трансформацията, чрез която уравненията на Максуел са инвариантни, когато се трансформират от етера към движеща се система. Те разширяват хипотезата за Лоренцовото съкращение и откриват, че времевите координати също трябва да бъдат модифицирани. Анри Поанкаре дава физическа интерпретация на локалното време (до първи ред) като последствие от синхронизацията на часовниците, с допускане че скоростта на светлината е константна в движещи се системи. Лармор се счита за първия, разбрал критичното свойство на релативистичното забавяне на времето, присъщо на уравненията му.
През 1905 г. Поанкаре става първият, който показва, че трансформацията има свойствата на математическа група и я наименува в чест на Лоренц. По-късно през същата година Алберт Айнщайн публикува специалната теория на относителността, като я извежда от Лоренцовите трансформации, имайки предвид принципа на относителността и константността на скоростта на светилната в коя да е инерционна отправна система и изоставяйски хипотезата за етера.

## Извеждане на групата Лоренцови трансформации
Във всяка инерционна система едно събитие се характеризира с координата за време ct и ред Декартови координати x, y, z, определящи пространственото положение в дадената система. Индексите обозначават отделни събития.
От втория постулат на относителността на Айнщайн следва:
(D1): {\displaystyle c^{2}(t_{2}-t_{1})^{2}-(x_{2}-x_{1})^{2}-(y_{2}-y_{1})^{2}-(z_{2}-z_{1})^{2}=0\quad {\text{(отделни светлинни събития 1, 2)}}}
във всички инерционни системи за събития, свързани чрез светлинни сигнали. Количеството отляво се нарича пространство-времеви интервал между събития a1= (t1, x1, y1, z1) и a2= (t2, x2, y2, z2). Интервалът между всеки две събития, незадължително отделени от светлинни сигнали, е инвариантен, т.е. независим от състоянието на относително движение на наблюдатели в различни инерционни системи. Следователно търсената трансформация трябва да притежава такова свойство, че
eq
(D2): {\displaystyle c^{2}(t_{2}-t_{1})^{2}-(x_{2}-x_{1})^{2}-(y_{2}-y_{1})^{2}-(z_{2}-z_{1})^{2}=c^{2}(t_{2}'-t_{1}')^{2}-(x_{2}'-x_{1}')^{2}-(y_{2}'-y_{1}')^{2}-(z_{2}'-z_{1}')^{2}\quad {\text{(всички събития 1, 2)}}.}
където (ct, x, y, z) са пространство-времеви координати, използвани за да се определят събитията в една система, а (ct′, x′, y′, z′) са координатите в друга система. Първоначално се наблюдава, че (D2) се удовлетворява, ако произволен кортеж b с дължина 4 цифри се добавят към събитията a1 и a2. Такива трансформации се наричат „пространство-времеви транслации“. След това се наблюдава, че линейно решение, запазило произхода на по-простата задача:
(D3): {\displaystyle c^{2}t^{2}-x^{2}-y^{2}-z^{2}=c^{2}t'^{2}-x'^{2}-y'^{2}-z'^{2}\quad {\text{ или }}\quad c^{2}t_{1}t_{2}-x_{1}x_{2}-y_{1}y_{2}-z_{1}z_{2}=c^{2}t'_{1}t'_{2}-x'_{1}x'_{2}-y'_{1}y'_{2}-z'_{1}z'_{2}}
също решава и общата задача. Решение, удовлетворяващо лявата формула автоматично удовлетворява и дясната формула. Намирането на решение за по-лесната задача е въпрос на търсене в теорията на класическите групи, които запазват билинейни форми. Уравнението (D3) може да бъде изписано по-сбито така:
(D4): {\displaystyle (a,a)=(a',a')\quad {\text{или}}\quad a\cdot a=a'\cdot a',}
където (·, ·) се отнася за билинейната форма на (1, 3) от ℝ4, открита от дясната формула в уравнение (D3). Алтернативната нотация, определена отдясно се нарича релативистичен продукт. Пространство-времето, математически погледнато като ℝ4, надарено с тази билинейна форма, е познато още и като пространство на Минковски M. Лоренцовата трансформация е елемент на Лоренцовата група O(1, 3). Имаме:
(D5): {\displaystyle (a,a)=(\Lambda a,\Lambda a)=(a',a'),\quad \Lambda \in \mathrm {O} (1,3),\quad a,a'\in M,}
което е точно запазване на билинейната форма от (D3), което предполага (по линейност на Λ и билинейност на формата), че (D2) е удовлетворено. Елементите на Лоренцовата група са ротации и тласъци, както и смесици от двете. Ако се включат и пространство-времевите транслации, тогава ще получим нехомогенна Лоренцова група или групата на Поанкаре.

## Общи сведения
Зависимостите между основните и вторичните пространство-времеви координати са Лоренцовите трансформации. Всяка координата в една система е линейна функция на всички координати в другата система, а обратните функции са обратните трансформации. В зависимост от това как системите се движат една спрямо друга и как са позиционирани в пространството една спрямо друга, други параметри, описващи посока, скорост и позициониране влизат в уравненията на трансформациите.
Трансформации, описващи относително движение с постоянна скорост и без ротация на координатите на пространствените оси се наричат тласъци, а относителната скорост между системите е параметърът на трансформацията. Другият основен тип трансформации на Лоренц са единствено ротации на пространствените координати. Това също са инерционни системи, тъй като няма относително движение, а системите са просто наклонени (не се въртят постоянно). В този случай, числата, определящи ротацията са параметри на трансформацията. Комбинация от ротация и тласък е хомогенна трансформация.
Пълната група на Лоренц O(3, 1) съдържа и специални трансформации, които не са нито ротации, нито тласъци, а по-скоро отражения върху равнина. Две от тях могат да бъдат отделени: пространствена инверсия, при която пространствените координати на всички събития приемат обратен знак, и времева инверсия, при която времевата координата за всяко събитие приема обратен знак.
Тласъците не бива да се смесват просто с премествания в пространство-времето – в такъв случай координатните системи просто се преместват и няма относително движение. Все пак, на това може да се гледа като на симетрии, които са принудени от специалната относителност, тъй като оставят пространство-времевия интервал инвариантен. Комбинация от ротация и тласък, последвана от изместване в пространство-времето, е нехомогенна Лоренцова трансформация, елемент от групата на Поанкаре.

## Физична формулировка на Лоренцовите тласъци

### Трансформация на координатите
Неподвижен наблюдател в системата F определя събития с координати t, x, y, z. Друга система F′ се движи със скорост v спрямо F, а наблюдател в тази движеща се система F′ определя събития с координати t′, x′, y′, z′.
Координатните оси във всяка система са паралелни (x и x′, y и y′ и z и z′) и взаимно перпендикулярни, а относителното движение е по съвпадащите оси xx′. При t = t′ = 0, центърът на двете координатни системи е един и същ, (x, y, z) = (x′, y′, z′) = (0, 0, 0). С други думи, времената и местоположенията съвпадат при това събитие. Ако всичко това важи, тогава координатните системи са в стандартна конфигурация или синхронизирани.
Ако наблюдател в F измери събитие t, x, y, z, тогава наблюдател в F′ измерва същото събитие с координати
| Лоренцов тласък (направление x) {\displaystyle {\begin{aligned}t'&=\gamma \left(t-{\frac {vx}{c^{2}}}\right)\\x'&=\gamma \left(x-vt\right)\\y'&=y\\z'&=z\end{aligned}}} |
където v е относителната скорост между системите в направление x, c е скоростта на светлината, а
{\displaystyle \gamma ={\frac {1}{\sqrt {1-{\frac {v^{2}}{c^{2}}}}}}}
е факторът на Лоренц.
Тук v е параметърът на трансформацията; за даден тласък той е константа, но може да приема непрекъснат диапазон от стойности. В конкретния случай, положителната относителна скорост v > 0 е движение в положителното направление на осите xx′, нулевата относителна скорост v = 0 представлява липса на относително движение, а отрицателната относителна скорост v < 0 е относително движение в отрицателното направление на осите xx′. Големината на относителната скорост v не може да е равна или по-голяма от c, тоест само субсветлинни скорости −c < v < c са позволени. Съответстващата област за γ е 1 ≤ γ < ∞.
Трансформациите са неопределени, ако v е извън тези граници. При скоростта на светлината (v = c) γ е безкраен, а свръхсветлинен (v > c) γ е комплексно число, следователно и двете не биха имали физичен смисъл. Пространствените и времевите координати са измерими количества и трябва да бъдат реални числа.
Наблюдател в F′ вижда координатите на събитието все едно са „изтласкани“ в отрицателното направление на осите xx′, поради −v в трансформациите. Това има еквивалентния ефект на координатната система F′, изтласкана в положителното направление на осите xx′, докато събитието не се променя и единствено се представя в друга координатна система.
Обратните зависимости (t, x, y, z по отношение на t′, x′, y′, z′) могат да бъдат намерени чрез алгебрично пресмятане на първоначалния набор от уравнения. По-ефективен начин е да се използват физични принципи. В този случай F′ е неподвижната система, докато F е движещата се система. Според закона за относителността, няма предпочитана отправна система, така че трансформациите от F′ към F трябва да имат една и съща форма, както и трансформациите от F към F′. Единствената разлика е, че F′ се движи със скорост −v спрямо F (тоест относителната скорост е с еднаква големина, но с обратна посока). Следователно, ако наблюдател в F′ отбележи събитието t′, x′, y′, z′, тогава наблюдател в F би отбелязал същото събитие с координати
| Inverse Lorentz boost (x direction) {\displaystyle {\begin{aligned}t&=\gamma \left(t'+{\frac {vx'}{c^{2}}}\right)\\x&=\gamma \left(x'+vt'\right)\\y&=y'\\z&=z',\end{aligned}}} |
и стойността на γ остава непроменена. Този „трик“ на просто обръщане на посоката на относителната скорост, запазвайки големината ѝ и разменяйки основните и вторичните променливи, винаги важи за намиране на обратната трансформация за всеки тласък във всяко направление.
Понякога е по-удобно да се използва β = v/c вместо v, така че
{\displaystyle {\begin{aligned}ct'&=\gamma \left(ct-\beta x\right)\,,\\x'&=\gamma \left(x-\beta ct\right)\,,\\\end{aligned}}}
което показва доста по-ясно симетрията на трансформацията. От позволената област за v и определението за β следва, че −1 < β < 1. Използването на β и γ е стандартно.
Лоренцовите трансформации могат, също така, да бъдат изведени по начин, напомнящ кръгови ротации в триизмерно пространство, използвайки хиперболични функции. За тласъка в направлението x получаваме
| Лоренцов тласък (направление x с бързина ζ) {\displaystyle {\begin{aligned}ct'&=ct\cosh \zeta -x\sinh \zeta \\x'&=x\cosh \zeta -ct\sinh \zeta \\y'&=y\\z'&=z\end{aligned}}} |
където ζ е параметър, наречен бързина (често се използват и други символи, като например θ, ϕ, φ, η, ψ, ξ). Имайки предвид голямата прилика с ротациите на пространствените координати в триизмерно пространство в Декартовите равнини xy, yz, и zx, Лоренцовият тласък може да бъде представен и като хиперболична ротация на пространство-времевите координати в Декартовите равнини xt, yt, и zt от четириизмерното пространство на Минковски. Параметърът ζ е хиперболичният ъгъл на ротацията, аналогичен на обикновения ъгъл на кръгова ротация. Тази трансформация може да бъде илюстрирана с диаграма на Минковски.
Хиперболичните функции възникват вследствие на разликата между квадратите на времевите и пространствените координати в пространство-времевия интервал. Геометричното значение на хиперболичните функции може да бъде визуализирано, като се вземе x = 0 или ct = 0 в трансформациите. Повдигайки на квадрат и изваждайки резултатите, можем да изведем хиперболични криви на константни координатни стойности, но променливи ζ, което параметризира кривите съгласно
{\displaystyle \cosh ^{2}\zeta -\sinh ^{2}\zeta =1\,.}
Обратно, осите ct и x могат да бъдат построени за променливи координати, но константни ζ. Определението
{\displaystyle \tanh \zeta ={\frac {\sinh \zeta }{\cosh \zeta }}\,,}
предоставя връзката между константа за бързина и наклона на оста ct в пространство-времето. Тези две хиперболични формули са тъждество, което съвпада с Лоренцовия фактор
{\displaystyle \cosh \zeta ={\frac {1}{\sqrt {1-\tanh ^{2}\zeta }}}\,.}
Сравнявайки Лоренцовите трансформации по отношение на относителната скорост и бързина или използвайки горната формула, връзките между β, γ и ζ са
{\displaystyle {\begin{aligned}\beta &=\tanh \zeta \,,\\\gamma &=\cosh \zeta \,,\\\beta \gamma &=\sinh \zeta \,.\end{aligned}}}
Взимайки обратния хиперболичен тангенс, получаваме бързината
{\displaystyle \zeta =\tanh ^{-1}\beta \,.}
Тъй като −1 < β < 1, следователно −∞ < ζ < ∞. От зависимостта между ζ и β, положителната бързина ζ > 0 е движение в положителното направление на осите xx′, нулевата бързина ζ = 0 представлява липса на относително движение, а отрицателната бързина ζ < 0 е относително движение в отрицателното направление на осите xx′.
Обратните трансформации се получават като се разменят основните и вторичните стойности между координатните системи и анулирайки бързината ζ → −ζ, тъй като тя е еквивалентна на това да се анулира относителната скорост. Следователно
| Обратен Лоренцов тласък (направление x с бързина ζ) {\displaystyle {\begin{aligned}ct&=ct'\cosh \zeta +x'\sinh \zeta \\x&=x'\cosh \zeta +ct'\sinh \zeta \\y&=y'\\z&=z'\end{aligned}}} |
Обратните трансформации могат да бъдат сходно илюстрирани като се имат предвид случаите, когато x′ = 0 и ct′ = 0.
Дотук Лоренцовите трансформации бяха прилагани за едно събитие. Ако има две събития, тогава има пространствено отделяне и времеви интервал между тях. От линейността на Лоренцовите трансформации следва, че две стойности за пространствени и времеви координати могат да бъдат избрани, Лоренцовите трансформации могат да бъдат приложени за тях, а след това извадени за да се получат Лоренцовите трнсформации на разликите.
{\displaystyle {\begin{aligned}\Delta t'&=\gamma \left(\Delta t-{\frac {v\Delta x}{c^{2}}}\right)\,,\\\Delta x'&=\gamma \left(\Delta x-v\Delta t\right)\,,\end{aligned}}}
с обратна зависимост
{\displaystyle {\begin{aligned}\Delta t&=\gamma \left(\Delta t'+{\frac {v\Delta x'}{c^{2}}}\right)\,,\\\Delta x&=\gamma \left(\Delta x'+v\Delta t'\right)\,.\end{aligned}}}
където Δ обозначава разликата между стойностите, например Δx = x2 − x1 за две стойности на координатите x и т.н.
Тези трансформации на разлики вместо на пространствени точки или моменти във времето са полезни, поради ред причини:
- при изчисления и опити се измерват разстоянията между две точки или времеви интервали
- трансформациите на скоростта могат лесно да бъдат изведени, като се направи разликата безкрайно малка и уравненията се разделят
- ако координатните системи никога не съвпадат (не са в стандартна конфигурация) и ако и двамата наблюдатели се съгласят за събитие t0, x0, y0, z0 в F и t0′, x0′, y0′, z0′ в F′, то те могат да използват това събитие като отправна точка, а разликите между пространство-времевите координати са разликите между техните координати и отправната точка, например Δx = x − x0, Δx′ = x′ − x0′

### Физични изводи
Критично условие за Лоренцовите трансформации е инвариантността на скоростта на светлината – факт, който се използва в тяхното извеждане и който се съдържа в самите трансформации. Ако в F уравнението за светлинен импулс в направление x е x = ct, тогава в F′ Лоренцовите трансформации дават x′ = ct′ и обратно за всяко −c < v < c.
За относителни скорости, които са много по-малки от скоростта на светлината, Лоренцовите трансформации се свеждат до Галилеева трансформация.
{\displaystyle {\begin{aligned}t'&\approx t\\x'&\approx x-vt\end{aligned}}}
според принципа на съответствието. Някои учени гледат на нерелативистичната физика като на физика за „мигновено действие на разстояние“.
Три неинтуитивни, но верни предсказания от трансформациите са:
Релативистично забавяне на времетоДа приемем, че в F има часовник в покой. Ако времеви интервал (например тиктакане) се измери в същата точка, така че Δx = 0, тогава трансформациите дават Δt′ = γΔt за това тиктакане в F′. Обратно, да приемем, че в F′ има часовник в покой. Ако се измери едно тиктакане в същата точка, така че Δx′ = 0, тогава трансформациите дават Δt = γΔt′ за това тиктакане в F. Във всеки случай, изтласканият наблюдател измерва по-дълъг интервал от време, отколкото наблюдателя в другата система.
Относителност на едновременносттаДа приемем, че две събития се случват едновременно (Δt = 0) по оста x, но са отделени от ненулево придвижване Δx. Тогава в F′ намираме, че {\displaystyle \Delta t'=\gamma {\frac {-v\Delta x}{c^{2}}}}, така че събитията вече не са едновременни, спрямо движещ се наблюдател.
Лоренцово съкращениеДа приемем, че имаме прът в покой в F, успореден на оста x и с дължина Δx. В F′ прътът се движи със скорост -v, така че дължината му трябва да бъде измерена чрез две едновременни (Δt′ = 0) измервания на двата му края. При тези условия обратната Лоренцова трансформация показва, че Δx = γΔx′. В F двете измервания вече не са едновременни, но това е без значение, защото прътът е в покой в F. Можем да заключим, че изтласканият наблюдател измерва по-къса дължина с коефициент γ, отколкото наблюдателя в статичната система на пръта. Съкращението на дължината засяга всяка геометрична величина, която има връзка с дължината, така че от гледната точка на движещ се наблюдател, площ и обем също ще изглеждат по-малки в посока на движението.

### Векторни трансформации
Използването на вектори позволява местоположенията и скоростите да бъдат изразявани в произволни посоки компактно. Тласък в коя да е посока зависи от пълния относителен вектор на скоростта v с големина |v| = v}}, която не може да е равна или да надвишава c, така че 0 ≤ v < c.
Само времето и координатите, успоредни на посоката на относително движение, се променят, докато перпендикулярните координати не се. Имайки това предвид, можем да разделим пространствения позиционен вектор r, измерен в F, и r′, измерен в F′, всеки на съставящи перпендикулярни (⊥) и успоредни (‖) на v,ev
{\displaystyle \mathbf {r} =\mathbf {r} _{\perp }+\mathbf {r} _{\|}\,,\quad \mathbf {r} '=\mathbf {r} _{\perp }'+\mathbf {r} _{\|}'\,,}
тогава трансформациите са
{\displaystyle {\begin{aligned}t'&=\gamma \left(t-{\frac {\mathbf {r} _{\parallel }\cdot \mathbf {v} }{c^{2}}}\right)\\\mathbf {r} _{\|}'&=\gamma (\mathbf {r} _{\|}-\mathbf {v} t)\\\mathbf {r} _{\perp }'&=\mathbf {r} _{\perp }\end{aligned}}}
където · е скаларно произведение. Лоренцовият фактор γ запазва определението си на тласък в кое да е направление, тъй като зависи само от големината на относителната скорост. Определението β = v/c с големина 0 ≤ β < 1 също може да се използва.
Въвеждайки единичен вектор n = v/v = β/β в посоката на относително движение, относителната скорост е v = vn с големина v и посока n, а проекциите на вектора са
{\displaystyle \mathbf {r} _{\parallel }=(\mathbf {r} \cdot \mathbf {n} )\mathbf {n} \,,\quad \mathbf {r} _{\perp }=\mathbf {r} -(\mathbf {r} \cdot \mathbf {n} )\mathbf {n} }
Събирайки резултатите, получаваме пълните трансформации,
| Лоренцов тласък (в направление n с големина v) {\displaystyle {\begin{aligned}t'&=\gamma \left(t-{\frac {v\mathbf {n} \cdot \mathbf {r} }{c^{2}}}\right)\,,\\\mathbf {r} '&=\mathbf {r} +(\gamma -1)(\mathbf {r} \cdot \mathbf {n} )\mathbf {n} -\gamma tv\mathbf {n} \,.\end{aligned}}} |
Проекциите важат и за r′. За обратните трансформации е нужно да се разменят наблюдаваните координати в r и r′ и да се анулира относителната скорост v → −v (или просто единичния вектор n → −n, тъй като големината на v е винаги положителна), за да се получи
| Обратен Лоренцов тласък (в направление n с големина v) {\displaystyle {\begin{aligned}t&=\gamma \left(t'+{\frac {\mathbf {r} '\cdot v\mathbf {n} }{c^{2}}}\right)\,,\\\mathbf {r} &=\mathbf {r} '+(\gamma -1)(\mathbf {r} '\cdot \mathbf {n} )\mathbf {n} +\gamma t'v\mathbf {n} \,,\end{aligned}}} |
Единичният вектор има предимството да опростява уравнения за единичен тласък и позволява v или β да бъде възстановен, когато ни е удобно, а параметризацията на бързината се получава веднага, като се заместят β и βγ. Това не е удобно за повече тласъци от един.
Векторната зависимост между относителната скорост и бързината е
{\displaystyle {\boldsymbol {\beta }}=\beta \mathbf {n} =\mathbf {n} \tanh \zeta \,,}
а векторът на бързината може да бъде записан като
{\displaystyle {\boldsymbol {\zeta }}=\zeta \mathbf {n} =\mathbf {n} \tanh ^{-1}\beta \,,}
всяко, от които служи като полезно съкращение в някои случаи. Големината на ζ е абсолютната стойност на скалара на бързината, ограничена от 0 ≤ ζ < ∞, което е съгласувано с границите 0 ≤ β < 1.

### Трансформация на скорости
Определяйки координатните скорости и Лоренцовия фактор чрез
{\displaystyle \mathbf {u} ={\frac {d\mathbf {r} }{dt}}\,,\quad \mathbf {u} '={\frac {d\mathbf {r} '}{dt'}}\,,\quad \gamma _{\mathbf {v} }={\frac {1}{\sqrt {1-{\dfrac {\mathbf {v} \cdot \mathbf {v} }{c^{2}}}}}}}
вземайки производните на координатите и времето на векторните трансформации, след което разделяйки уравненията, получаваме
{\displaystyle \mathbf {u} '={\frac {1}{1-{\frac {\mathbf {v} \cdot \mathbf {u} }{c^{2}}}}}\left[{\frac {\mathbf {u} }{\gamma _{\mathbf {v} }}}-\mathbf {v} +{\frac {1}{c^{2}}}{\frac {\gamma _{\mathbf {v} }}{\gamma _{\mathbf {v} }+1}}\left(\mathbf {u} \cdot \mathbf {v} \right)\mathbf {v} \right]}
Скоростите u и u′ са скоростта на масивен обект. Също така, могат да се отнасят и за трета инерционна система (например F′′), в който случай те трябва да бъдат постоянни. Да отбележим кой да е обект с X. Тогава X се движи относително със скорост u спрямо F или еквивалентно със скорост u′ спрямо F′, а на свой ред F′ се движи относително със скорост v спрямо F. Обратните трансформации могат да се получат по сходен начин или с размяна на позиционните координати u и u′ и замяна на v с −v.
Трансформацията на скоростта е полезна при аберация, опита на Физо и релативистичния Доплеров ефект.
Лоренцовите трансформации за ускорение могат да бъдат получени по подобен начин, като се вземат производните на векторите на скоростта и последните се разделят на производната на времето.

### Трансформация на други величини
По принцип четирите величини A и Z = (Zx, Zy, Zz) и техните двойници с Лоренцов тласък A′ и Z′ = (Z′x, Z′y, Z′z), зависимост от типа
{\displaystyle A^{2}-\mathbf {Z} \cdot \mathbf {Z} ={A'}^{2}-\mathbf {Z} '\cdot \mathbf {Z} '}
предполага, че величините се трансформират с Лоренцова трансформация, подобна на трансформацията на пространство-времевите координати.
{\displaystyle {\begin{aligned}A'&=\gamma \left(A-{\frac {v\mathbf {n} \cdot \mathbf {Z} }{c}}\right)\,,\\\mathbf {Z} '&=\mathbf {Z} +(\gamma -1)(\mathbf {Z} \cdot \mathbf {n} )\mathbf {n} -{\frac {\gamma Av\mathbf {n} }{c}}\,.\end{aligned}}}
Разлагането на Z (и Z′) в съставящи, перпендикулярни и успоредни на v, е същото като за позиционния вектор, тъй като е процес на получаване на обратните трансформации (разменяме (A, Z) и (A′, Z′) и обръщаме посоката на относително движение, чрез заменяне n ↦ −n).
Величините (A, Z) колективно образуват 4-вектор, където A е „времеподобната съставяща“, а Z е „пространствоподобната съставяща“.
За даден обект (например частица, флуид, поле, вещество), ако A или Z съответстват на специфични за обекта свойства (например плътност на заряда, плътност на масата, спин и т.н.), свойствата му могат да бъдат фиксирани в неподвижната система на този обект. В такъв случай Лоренцовите трансформации предоставят съответстващите свойства в система, движеща се относително спрямо обекта с постоянна скорост. Това разбива някои понятия, приети за даденост в нерелативистичната физика. Например, енергията E на обект е скаларна величина в нерелативистичната механика, но не и в релативистката механика, защото енергията се променя от Лоренцовите трансфрмации. Стойността ѝ е различна за различни инерционни системи. В неподвижната система на обект има неподвижна енергия и нулев импулс. В изтласкана система енергията е различна и изглежда, че има импулс. Подобно, в нерелативистичната квантова механика синът на дадена частица е постоянен вектор, но в релативистичната квантова механика спинът s зависи от относителното движение. В неподвижната система на частицата псевдовекторът на спина може да бъде фиксиран така, че да бъде обикновеният нерелативистичен спин с нулева времеподобна величина st, но изтласкан наблюдател ще възприеме ненулев времеподобен компонент и променен спин.
Не всички величини са инвариантни във формата, показана по-горе. Например, нито ъгловия момент L няма времеподобна величина, нито електричното поле E, нито магнитното поле B. Определението за ъглов момент е L = r × p, а в изтласкана система промененият ъглов момент е L′ = r′ × p′. Прилагайки това определение, използвайки трансформациите на координатите и импулса, стигаме до трансформацията на ъгловия момент. Излиза, че L се трансформира с друга векторна величина N = (E/c2)r − tp, свързана с тласъците. В случая с полетата E и B трансформациите не могат да бъдат получени директно чрез векторна алгебра. Силата на Лоренц е определението на тези полети, а в F е F = q(E + v × B), докато в F′ е F′ = q(E′ + v′ × B′). Метод за извеждането на трансформациите на електромагнитното поле по ефективен начин, който също илюстрира мерната единица на електромагнитното поле използва тензорна алгебра, която е описана по-долу.

## Математическа формулировка
В текста по-долу курсивните неудебелени главни букви са матрици 4×4, а некурсивните удебелени букви са матрици 3×3.

### Хомогенна Лоренцова група
Записвайки координатите в колони (вектори) и метриката на Минковски η като квадратна матрица
{\displaystyle X'={\begin{bmatrix}c\,t'\\x'\\y'\\z'\end{bmatrix}}\,,\quad \eta ={\begin{bmatrix}-1&0&0&0\\0&1&0&0\\0&0&1&0\\0&0&0&1\end{bmatrix}}\,,\quad X={\begin{bmatrix}c\,t\\x\\y\\z\end{bmatrix}}}
пространство-времевият интервал заема формата (T означава транспонирана)
{\displaystyle X\cdot X=X^{\mathrm {T} }\eta X={X'}^{\mathrm {T} }\eta {X'}}
и е инвариантен под Лоренцова трансформация
{\displaystyle X'=\Lambda X}
където Λ е квадратна матрица, която може да зависи от параметри.
Нека множеството на всички Лоренцови трансформации Λ се бележи с {\displaystyle {\mathcal {L}}}. Това множество заедно с матрично умножение сформира група, която в настоящия контекст се нарича Лоренцова група. Горният израз X·X е квадратична форма с идентификация (3,1) в пространство-времето, а групата трансформации, която оставя тази квадратична форма инвариантна, е неопределената ортогонална група O(3,1) – група Ли. С други думи, Лоренцовата група е O(3,1).
От инвариантността на пространство-времевия интервал следва, че
{\displaystyle \eta =\Lambda ^{\mathrm {T} }\eta \Lambda }
и това матрично уравнение съдържа основните условия на Лоренцовата трансформация, за да осигури инвариантност на пространство-времевия интервал. Вземайки детерминантата на уравнението и използвайки правилото за произведението (за две квадратни матрици: A и B, det(AB) = det(A)det(B)), ни дава
{\displaystyle [\det(\Lambda )]^{2}=1\quad \Rightarrow \quad \det(\Lambda )=\pm 1}
Записваме метриката на Минковски във вид на матрица, а Лоренцовата трансформация в най-обща форма
{\displaystyle \eta ={\begin{bmatrix}-1&0\\0&\mathbf {I} \end{bmatrix}}\,,\quad \Lambda ={\begin{bmatrix}\Gamma &-\mathbf {a} ^{\mathrm {T} }\\-\mathbf {b} &\mathbf {M} \end{bmatrix}}\,,}
Извършваме умножение на матриците и получаваме общите условия за Γ, a, b, M, за да осигурим релативистична инвариантност. Малко информация може да бъде извлечена директно от всичките условия, но единият резултат
{\displaystyle \Gamma ^{2}=1+\mathbf {b} ^{\mathrm {T} }\mathbf {b} }
е полезен; bTb ≥ 0 винаги, от което следва, че
{\displaystyle \Gamma ^{2}\geq 1\quad \Rightarrow \quad \Gamma \leq -1\,,\quad \Gamma \geq 1}
Отрицателното неравенство може да е неочаквано, защото Γ умножава времевата координата, а това има ефект на времевата симетрия. Ако положителното уравнение важи, то Γ е Лоренцовият фактор.
Детерминантата и неравенствата предоставят четири начина да се класифицират Лоренцовите трансформации (по-долу съкратени на ЛТ за сбитост). Всяка Лоренцова трансформация има само един знак на детерминантата и само едно неравенство. Съществуват четири множества, които включват всяка възможна двойка, дадена от сечението на тези класифициращи множества.
| Сечение, ∩                                                                       | Антихронни ЛТ {\displaystyle {\mathcal {L}}^{\downarrow }=\{\Lambda \,:\,\Gamma \leq -1\}}                                 | Ортохронни ЛТ {\displaystyle {\mathcal {L}}^{\uparrow }=\{\Lambda \,:\,\Gamma \geq 1\}}                                |
| -------------------------------------------------------------------------------- | --- | --- |
| Точни ЛТ {\displaystyle {\mathcal {L}}_{+}=\{\Lambda \,:\,\det(\Lambda )=+1\}}   | Точни антихронни ЛТ {\displaystyle {\mathcal {L}}_{+}^{\downarrow }={\mathcal {L}}_{+}\cap {\mathcal {L}}^{\downarrow }}   | Точни ортохронни ЛТ {\displaystyle {\mathcal {L}}_{+}^{\uparrow }={\mathcal {L}}_{+}\cap {\mathcal {L}}^{\uparrow }}   |
| Неточни ЛТ {\displaystyle {\mathcal {L}}_{-}=\{\Lambda \,:\,\det(\Lambda )=-1\}} | Неточни антихронни Лт {\displaystyle {\mathcal {L}}_{-}^{\downarrow }={\mathcal {L}}_{-}\cap {\mathcal {L}}^{\downarrow }} | Неточни ортохронни ЛТ {\displaystyle {\mathcal {L}}_{-}^{\uparrow }={\mathcal {L}}_{-}\cap {\mathcal {L}}^{\uparrow }} |

където „+“ и „−“ указват знака на детерминантата, докато „↑“ за ≥ и „↓“ за ≤ указват неравенствата.
Пълната Лоренцова група се разделя на обединение на четири непресечени множества.
{\displaystyle {\mathcal {L}}={\mathcal {L}}_{+}^{\uparrow }\cup {\mathcal {L}}_{-}^{\uparrow }\cup {\mathcal {L}}_{+}^{\downarrow }\cup {\mathcal {L}}_{-}^{\downarrow }}
Една подгрупа на дадена група трябва да бъде затворена при същото действие на групата (в случая умножение на матрици). С други думи, за две Лоренцови трансформации Λ и L от дадено множество, комбинираните Лоренцови трансформации ΛL и LΛ трябва да бъдат в същото множество като Λ и L. Обаче, това невинаги е така – може да бъде показано, че комбинацията на всеки две Лоренцови трансформации винаги има положителна детерминанта и положително неравенство, точна ортохронна трансформация. Множествата {\displaystyle {\mathcal {L}}_{+}^{\uparrow }}, {\displaystyle {\mathcal {L}}_{+}}, {\displaystyle {\mathcal {L}}^{\uparrow }} и {\displaystyle {\mathcal {L}}_{0}={\mathcal {L}}_{+}^{\uparrow }\cup {\mathcal {L}}_{-}^{\downarrow }} всичките формират подгрупи. Другите множества, включващи неточни и/или антихронни свойства (т.е. {\displaystyle {\mathcal {L}}_{+}^{\downarrow }}, {\displaystyle {\mathcal {L}}_{-}^{\downarrow }}, {\displaystyle {\mathcal {L}}_{-}^{\uparrow }}) не формират подгрупи, защото комбинираната трансформация винаги има положителна детерминанта или неравенство, докато първоначалните отделни трансформации биха имали отриателни детерминанти и/или неравенства.

### Нехомогенна Лоренцова група
За да може пространство-времевият интервал да е инвариантен, може да се докаже, че е нужно и достатъчно координатната трансформация да е във формата
{\displaystyle X'=\Lambda X+C}
където C е константа на колоната, съдържаща транслации във времето и пространството. Ако C ≠ 0, то това е нехомогенна Лоренцова трансформация или трансформация на Поанкаре. Ако C = 0, то това е хомогенна Лоренцова трансформация.

## Формулировка на тензорите

### Контравариантни вектори
Написвайки общата матрична трансформация на координати като матрично уравнение
{\displaystyle {\begin{bmatrix}{x'}^{0}\\{x'}^{1}\\{x'}^{2}\\{x'}^{3}\end{bmatrix}}={\begin{bmatrix}{\Lambda ^{0}}_{0}&{\Lambda ^{0}}_{1}&{\Lambda ^{0}}_{2}&{\Lambda ^{0}}_{3}\\{\Lambda ^{1}}_{0}&{\Lambda ^{1}}_{1}&{\Lambda ^{1}}_{2}&{\Lambda ^{1}}_{3}\\{\Lambda ^{2}}_{0}&{\Lambda ^{2}}_{1}&{\Lambda ^{2}}_{2}&{\Lambda ^{2}}_{3}\\{\Lambda ^{3}}_{0}&{\Lambda ^{3}}_{1}&{\Lambda ^{3}}_{2}&{\Lambda ^{3}}_{3}\\\end{bmatrix}}{\begin{bmatrix}x^{0}\\x^{1}\\x^{2}\\x^{3}\end{bmatrix}}}
позволява трансформацията на други физични величини, които не могат да бъдат изразени като 4-вектори (например тензори или спинори от кой да е ред в четириизмерно пространство-време). В съответстващата тензорна нотация, горният матричен израз е
{\displaystyle {x^{\prime }}^{\nu }={\Lambda ^{\nu }}_{\mu }x^{\mu },}
където долният и горният индекс показват съответно ковариантни и контравариантни компоненти, и се прилага Айнщайновата нотация. Обикновено се използват гръцки индекси, които приемат стойност 0 за времеви компоненти и 1, 2, 3 за пространствени компоненти, докато латинските индекси просто приемат стойности 1, 2, 3 за времеви компоненти. Също така, първият индекс (от ляво надясно) в матрична нотация съответства на индекс за ред, а вторият индекс съответства на индекс за колона.
Трансформацията на матрицата е универсална за всички 4-вектори, не само за четириизмерни пространство-времеви координати. Ако A е какъв да е 4-вектор, тогава в тензорната нотация
{\displaystyle {A^{\prime }}^{\nu }={\Lambda ^{\nu }}_{\mu }A^{\mu }\,.}
Алтернативно, може да се запише
{\displaystyle A^{\nu '}={\Lambda ^{\nu '}}_{\mu }A^{\mu }\,.}
като тук индексите с прим обозначават индекси на A в система с прим. Тази нотация намалява риска да свършат гръцките букви наполовина.
За общ обект с n компоненти можем да запишем
{\displaystyle {X'}^{\alpha }={\Pi (\Lambda )^{\alpha }}_{\beta }X^{\beta }\,,}
където Π е подходящото представяне на Лоренцовата група, матрица n×n за всяка Λ. В този случай, индексите не трябва да се считат за пространство-времеви индекси (още наричани и Лоренцови индекси) и се поставят от 1 към n.

### Ковариантни вектори
Съществуват, също така, векторни величини с ковариантни индекси. Обикновено се получават от съответстващите им обекти с ковариантни обекти, чрез действие за понижаване на индекс, като
{\displaystyle x_{\nu }=\eta _{\mu \nu }x^{\mu },}
където η е метричния тензор. Обратното на горната трансформация е
{\displaystyle x^{\mu }=\eta ^{\nu \mu }x_{\nu },}
където, разглеждани като матрици, ημν е обратната на ημν. Получава се, че ημν= ημν. Това се нарича повишаване на индекс. За да се трансформира ковариантен вектор Aμ, първо трябва да се повиши индекса му, след това да се трансформира, според същото правило за контравариантни 4-вектори, и накрая да се понижи индекса му.
{\displaystyle {A'}_{\nu }=\eta _{\rho \nu }{\Lambda ^{\rho }}_{\sigma }\eta ^{\mu \sigma }A_{\mu }.}
Но
{\displaystyle \eta _{\rho \nu }{\Lambda ^{\rho }}_{\sigma }\eta ^{\mu \sigma }={\left(\Lambda ^{-1}\right)^{\mu }}_{\nu },}
тоест, това е (μ, ν) компонентата на обратната Лоренцова трансформация. Можем да определим
{\displaystyle {\Lambda _{\nu }}^{\mu }\equiv {\left(\Lambda ^{-1}\right)^{\mu }}_{\nu },}
и да запишем
{\displaystyle {A'}_{\nu }={\Lambda _{\nu }}^{\mu }A_{\mu }.}
Сумата от дясната страна на
{\displaystyle {A'}_{\nu }={\Lambda _{\nu }}^{\mu }A_{\mu }={\left(\Lambda ^{-1}\right)^{\mu }}_{\nu }A_{\mu }}
няма място за „индекс на ред“ за матрица, представляваща Λ−1. Оттук, по отношение на матриците, тази трансформация трябва да бъде считана за обратно транспониране на Λ, действащо по колонния вектор Aμ. В чисто матрична нотация
{\displaystyle A'=\left(\Lambda ^{-1}\right)^{\mathrm {T} }A.}
Това означава, че ковариантните вектори (считани за колонни матрици) се трансформират според двойното представяне на стандартното представяне на Лоренцовата група. Тази нотация обобщава общите представяния.

### Тензори
Ако A и B са линейни оператори на векторните пространства U и V, тогава линеен оператор A ⊗ B може да бъде определен от тензорното произведение на U и V, обозначено U ⊗ V, според
| {\displaystyle (A\otimes B)(u\otimes v)=Au\otimes Bv,\qquad u\in U,v\in V,u\otimes v\in U\otimes V.} (T1) |
От това веднага става ясно, че ако u и v са 4-вектори в V, тогава u ⊗ v ∈ T2V ≡ V ⊗ V се трансформира така
| {\displaystyle u\otimes v\rightarrow \Lambda u\otimes \Lambda v={\Lambda ^{\mu }}_{\nu }u^{\nu }\otimes {\Lambda ^{\rho }}_{\sigma }v^{\sigma }={\Lambda ^{\mu }}_{\nu }{\Lambda ^{\rho }}_{\sigma }u^{\nu }\otimes v^{\sigma }\equiv {\Lambda ^{\mu }}_{\nu }{\Lambda ^{\rho }}_{\sigma }w^{\nu \sigma }.} (T2) |
Втората стъпка използва билинейността на тензорното произведение, а последната стъпка дефинира 2-тензор в компонентна форма или просто преименува тензора u ⊗ v.
Тези наблюдения се обобщават по очевиден начин за повече фактори, а използвайки факта, че общ тензор във векторно пространство V може да бъде записан като сбор на произведенията на тензорните компоненти на основни вектори и ковектори, можем да стигнем до закона за трансформация на всякаква тензорна величина T. Разписва се
| {\displaystyle T_{\theta '\iota '\cdots \kappa '}^{\alpha '\beta '\cdots \zeta '}={\Lambda ^{\alpha '}}_{\mu }{\Lambda ^{\beta '}}_{\nu }\cdots {\Lambda ^{\zeta '}}_{\rho }{\Lambda _{\theta '}}^{\sigma }{\Lambda _{\iota '}}^{\upsilon }\cdots {\Lambda _{\kappa '}}^{\zeta }T_{\sigma \upsilon \cdots \zeta }^{\mu \nu \cdots \rho },} (T3) |
където Λχ′ψ е дефинирано по-горе. Тази форма може да бъде съкратена до формата за общи обекти с n компоненти, дадена по-горе с матрица (Π(Λ)), работеща по колонни вектори.

#### Трансформация на електромагнитното поле
Лоренцовите трансформации могат да се използват за да онагледяват това, че магнитното поле B и електричното поле E са просто различни аспекти на една и съща сила – електромагнитната, като следствие на относителното движение между електричния заряд и наблюдателя. Фактът, че електромагнитното поле проявява релативистичен ефекти, става ясен, чрез провеждането на прост експеримент.
- Наблюдател измерва заряд в покой в система F. Наблюдателят ще засече статично електрично поле. Докато зарядът е неподвижен в тази система, няма електрически ток, така че наблюдателят на наблюдава никакво магнитно поле.
- Другият наблюдател в система F′ се движи със скорост v, спрямо F и заряда. Този наблюдател вижда друго електрично поле, защото зарядът се движи със скорост −v в неговата неподвижна система. Движението на заряда съответства на електрически ток и следователно наблюдателят в F′ вижда магнитно поле.

Електричното и магнитно полета се трансформират по различен начин от пространството и времето, но по същия начин, както релативистичния ъглов момент и вектора на тласъка.
{\displaystyle F^{\mu \nu }={\begin{bmatrix}0&-{\frac {1}{c}}E_{x}&-{\frac {1}{c}}E_{y}&-{\frac {1}{c}}E_{z}\\{\frac {1}{c}}E_{x}&0&-B_{z}&B_{y}\\{\frac {1}{c}}E_{y}&B_{z}&0&-B_{x}\\{\frac {1}{c}}E_{z}&-B_{y}&B_{x}&0\end{bmatrix}}}
в SI. В относителността, Гаусовата система единици често се използва за сметка на SI, защото в нея електричното поле и магнитната индукция използват една и съща мерна единица, което прави вида на тензора на електромагнитното поле по-естествен. Да погледнем Лоренцов тласък в направлението x. Записваме го като
{\displaystyle {\Lambda ^{\mu }}_{\nu }={\begin{bmatrix}\gamma &-\gamma \beta &0&0\\-\gamma \beta &\gamma &0&0\\0&0&1&0\\0&0&0&1\\\end{bmatrix}},\qquad F^{\mu \nu }={\begin{bmatrix}0&E_{x}&E_{y}&E_{z}\\-E_{x}&0&B_{z}&-B_{y}\\-E_{y}&-B_{z}&0&B_{x}\\-E_{z}&B_{y}&-B_{x}&0\end{bmatrix}},}
където тенорът на полето е показан един до друг за по-лесна справка в манипулацията по-долу.
Общият закон за трансформация (T3) става
{\displaystyle F^{\mu '\nu '}={\Lambda ^{\mu '}}_{\mu }{\Lambda ^{\nu '}}_{\nu }F^{\mu \nu }.}
За магнитното поле получаваме
{\displaystyle {\begin{aligned}B_{x'}&=F^{2'3'}={\Lambda ^{2}}_{\mu }{\Lambda ^{3}}_{\nu }F^{\mu \nu }={\Lambda ^{2}}_{2}{\Lambda ^{3}}_{3}F^{23}=1\times 1\times B_{x}\\&=B_{x},\\B_{y'}&=F^{3'1'}={\Lambda ^{3}}_{\mu }{\Lambda ^{1}}_{\nu }F^{\mu \nu }={\Lambda ^{3}}_{3}{\Lambda ^{1}}_{\nu }F^{3\nu }={\Lambda ^{3}}_{3}{\Lambda ^{1}}_{0}F^{30}+{\Lambda ^{3}}_{3}{\Lambda ^{1}}_{1}F^{31}\\&=1\times (-\beta \gamma )(-E_{z})+1\times \gamma B_{y}=\gamma B_{y}+\beta \gamma E_{z}\\&=\gamma \left(\mathbf {B} -{\boldsymbol {\beta }}\times \mathbf {E} \right)_{y}\\B_{z'}&=F^{1'2'}={\Lambda ^{1}}_{\mu }{\Lambda ^{2}}_{\nu }F^{\mu \nu }={\Lambda ^{1}}_{\mu }{\Lambda ^{2}}_{2}F^{\mu 2}={\Lambda ^{1}}_{0}{\Lambda ^{2}}_{2}F^{02}+{\Lambda ^{1}}_{1}{\Lambda ^{2}}_{2}F^{12}\\&=(-\gamma \beta )\times 1\times E_{y}+\gamma \times 1\times B_{z}=\gamma B_{z}-\beta \gamma E_{y}\\&=\gamma \left(\mathbf {B} -{\boldsymbol {\beta }}\times \mathbf {E} \right)_{z}\end{aligned}}}
За електричното поле получаваме
{\displaystyle {\begin{aligned}E_{x'}&=F^{0'1'}={\Lambda ^{0}}_{\mu }{\Lambda ^{1}}_{\nu }F^{\mu \nu }={\Lambda ^{0}}_{1}{\Lambda ^{1}}_{0}F^{10}+{\Lambda ^{0}}_{0}{\Lambda ^{1}}_{1}F^{01}\\&=(-\gamma \beta )(-\gamma \beta )(-E_{x})+\gamma \gamma E_{x}=-\gamma ^{2}\beta ^{2}(E_{x})+\gamma ^{2}E_{x}=E_{x}(1-\beta ^{2})\gamma ^{2}\\&=E_{x},\\E_{y'}&=F^{0'2'}={\Lambda ^{0}}_{\mu }{\Lambda ^{2}}_{\nu }F^{\mu \nu }={\Lambda ^{0}}_{\mu }{\Lambda ^{2}}_{2}F^{\mu 2}={\Lambda ^{0}}_{0}{\Lambda ^{2}}_{2}F^{02}+{\Lambda ^{0}}_{1}{\Lambda ^{2}}_{2}F^{12}\\&=\gamma \times 1\times E_{y}+(-\beta \gamma )\times 1\times B_{z}=\gamma E_{y}-\beta \gamma B_{z}\\&=\gamma \left(\mathbf {E} +{\boldsymbol {\beta }}\times \mathbf {B} \right)_{y}\\E_{z'}&=F^{0'3'}={\Lambda ^{0}}_{\mu }{\Lambda ^{3}}_{\nu }F^{\mu \nu }={\Lambda ^{0}}_{\mu }{\Lambda ^{3}}_{3}F^{\mu 3}={\Lambda ^{0}}_{0}{\Lambda ^{3}}_{3}F^{03}+{\Lambda ^{0}}_{1}{\Lambda ^{3}}_{3}F^{13}\\&=\gamma \times 1\times E_{z}-\beta \gamma \times 1\times (-B_{y})=\gamma E_{z}+\beta \gamma B_{y}\\&=\gamma \left(\mathbf {E} +{\boldsymbol {\beta }}\times \mathbf {B} \right)_{z}.\end{aligned}}}
Тук се използва β = (β, 0, 0). Тези резултат могат да бъдат обобщени така
{\displaystyle {\begin{aligned}\mathbf {E} _{\parallel '}&=\mathbf {E} _{\parallel }\\\mathbf {B} _{\parallel '}&=\mathbf {B} _{\parallel }\\\mathbf {E} _{\bot '}&=\gamma \left(\mathbf {E} _{\bot }+{\boldsymbol {\beta }}\times \mathbf {B} _{\bot }\right)=\gamma \left(\mathbf {E} +{\boldsymbol {\beta }}\times \mathbf {B} \right)_{\bot },\\\mathbf {B} _{\bot '}&=\gamma \left(\mathbf {B} _{\bot }-{\boldsymbol {\beta }}\times \mathbf {E} _{\bot }\right)=\gamma \left(\mathbf {B} -{\boldsymbol {\beta }}\times \mathbf {E} \right)_{\bot },\end{aligned}}}
и са независими от метричното обозначение. За SI, трябва да се замести E → E⁄c.
Съкращаването на дължината влияе върху плътността на заряда ρ и плътността на тока J, а забавянето на времето влияе на потока на заряда (тока), така че разпределянето на заряда и тока трябва да се трансформира по подобен начин на тласък. Оказва се, че те се трансформират точно както пространство-времевите и енергийно-импулсните 4-вектори,
{\displaystyle {\begin{aligned}\mathbf {j} '&=\mathbf {j} -\gamma \rho v\mathbf {n} +\left(\gamma -1\right)(\mathbf {j} \cdot \mathbf {n} )\mathbf {n} \\\rho '&=\gamma \left(\rho -\mathbf {j} \cdot {\frac {v\mathbf {n} }{c^{2}}}\right),\end{aligned}}}
или в по-простия геометричен вид,
{\displaystyle j^{\mu ^{\prime }}={\Lambda ^{\mu '}}_{\mu }j^{\mu }.}
Уравненията на Максуел за инвариантни под Лоренцови трансформации.

### Спинори
Уравнение (T1) остава непроменено за всякакво представяне на Лоренцовата група, включително и биспинорно представяне. В (T2) може просто да се заместят всички Λ с биспинорно представяне Π(Λ),
| {\displaystyle u\otimes v\rightarrow \Pi (\Lambda )u\otimes \Pi (\Lambda )v={\Pi (\Lambda )^{\alpha }}_{\beta }u^{\beta }\otimes {\Pi (\Lambda )^{\rho }}_{\sigma }v^{\sigma }={\Pi (\Lambda )^{\alpha }}_{\beta }{\Pi (\Lambda )^{\rho }}_{\sigma }u^{\beta }\otimes v^{\sigma }\equiv {\Pi (\Lambda )^{\alpha }}_{\beta }{\Pi (\Lambda )^{\rho }}_{\sigma }w^{\alpha \beta }.} (T4) |
Горното уравнение може, например, да бъде трансформацията на състояние в пространството на Фок, описващо два свободни електрона.

#### Трансформация на общи полета
Общо невзаимодействащо състояние на няколко частици в квантовата теория на полето се трансформира според правилото
|{\displaystyle {\begin{aligned}&U(\Lambda ,a)\Psi _{p_{1}\sigma _{1}n_{1};p_{2}\sigma _{2}n_{2};\cdots }\\={}&e^{-ia_{\mu }\left[(\Lambda p_{1})^{\mu }+(\Lambda p_{2})^{\mu }+\cdots \right]}{\sqrt {\frac {(\Lambda p_{1})^{0}(\Lambda p_{2})^{0}\cdots }{p_{1}^{0}p_{2}^{0}\cdots }}}\left(\sum _{\sigma _{1}'\sigma _{2}'\cdots }D_{\sigma _{1}'\sigma _{1}}^{(j_{1})}\left[W(\Lambda ,p_{1})\right]D_{\sigma _{2}'\sigma _{2}}^{(j_{2})}\left[W(\Lambda ,p_{2})\right]\cdots \right)\Psi _{\Lambda p_{1}\sigma _{1}'n_{1};\Lambda p_{2}\sigma _{2}'n_{2};\cdots },\end{aligned}}}
където W(Λ, p) е ротацията на Уигнър, а D(j) е (2j + 1)-измерното представяне на SO(3).